# Farinelli

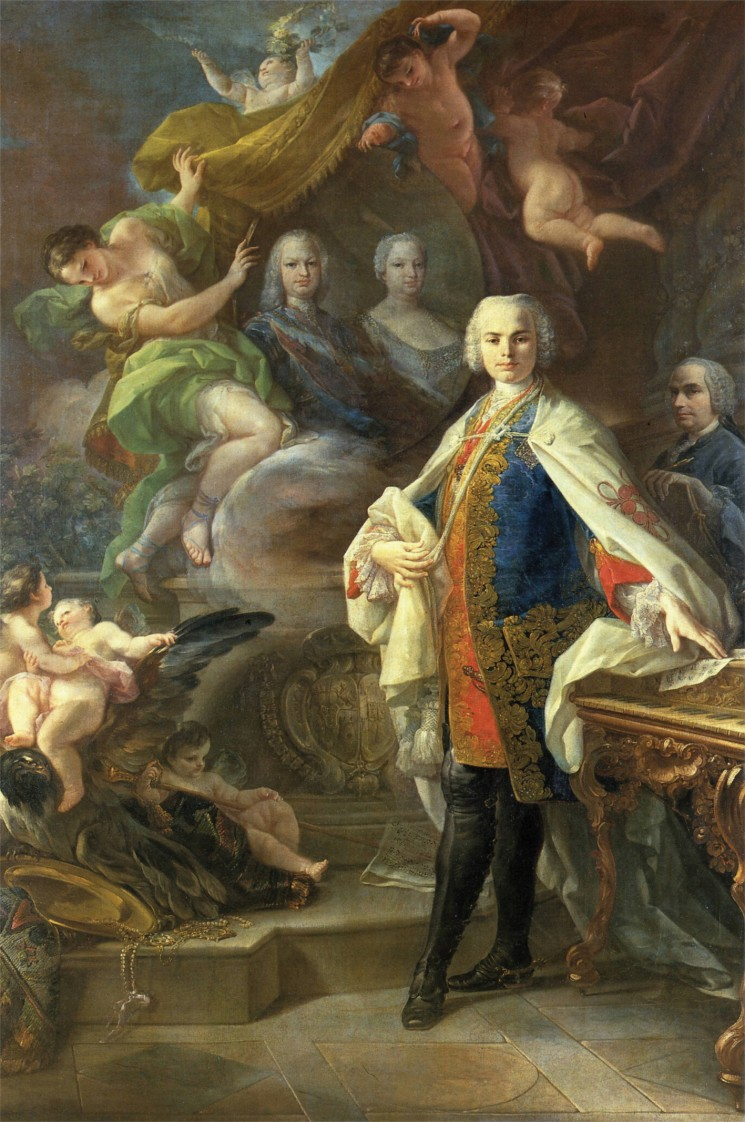
Farinelli mit Mantel und Kette des Ordens von Calatrava, Gemälde von Corrado Giaquinto (etwa 1753). Das Oval im Hintergrund zeigt Fernando VI. und Maria Barbara de Bragança.

Farinelli (oder Farinello), eigentlich Carlo Maria Michelangelo Nicola Broschi, (* 24. Januar 1705 in Andria/Königreich Neapel; † 16. September 1782 in Bologna) war ein italienischer Sänger und der bis heute wohl berühmteste aller Kastraten.

## Leben

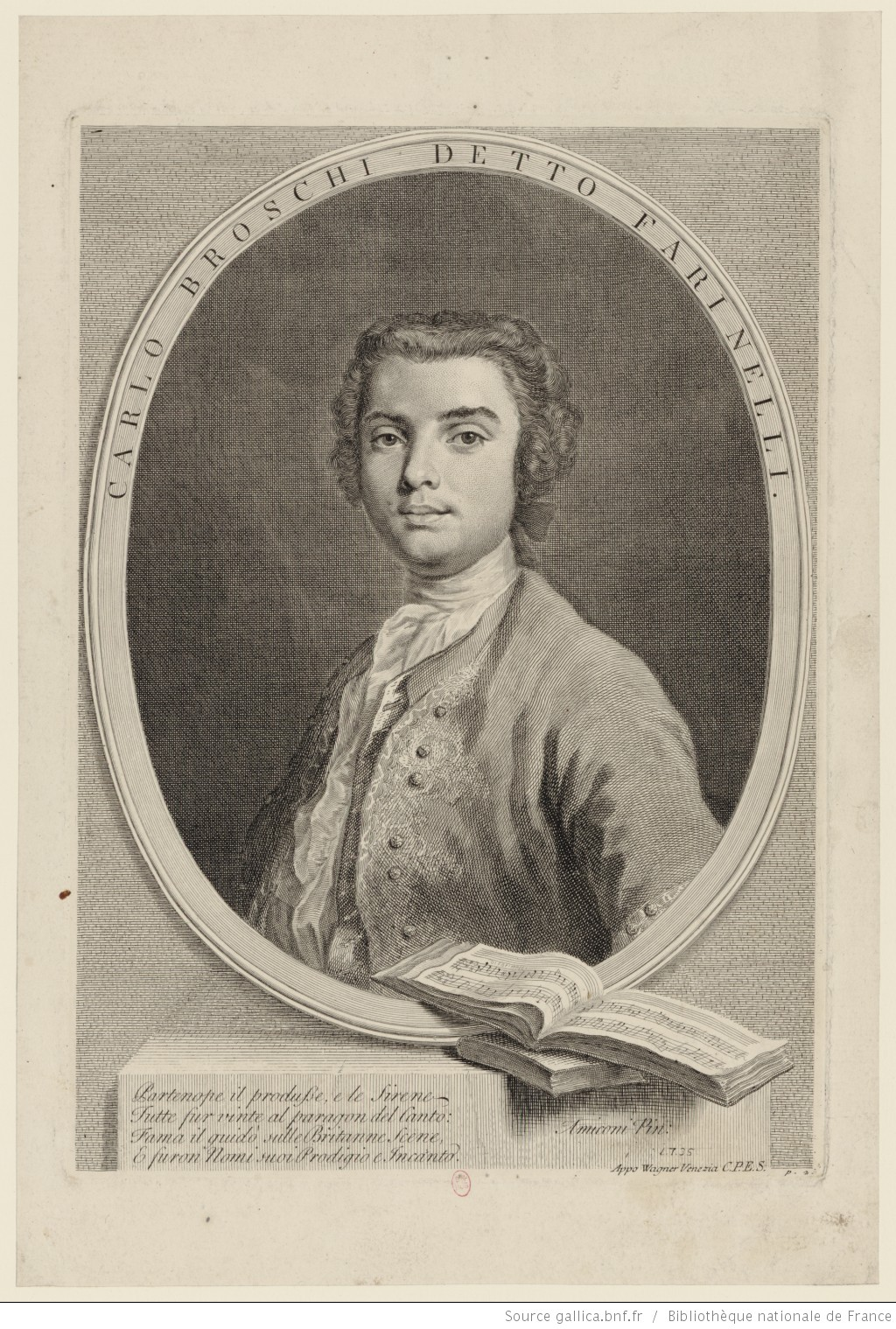
Farinelli, Kupferstich nach Jacopo Amigoni, 1735

### Herkunft und Jugend
Carlos Eltern, Salvatore Broschi (1680 oder 1681–1717) und Caterina Barrese, gehörten beide zum niederen Adel Süditaliens; Farinelli hatte zwei ältere Geschwister, Riccardo (* 1698) und Dorotea (* 1701). Sein Vater war begeisterter Musikliebhaber, wurde 1706 Gouverneur von Maratea und 1709 für kurze Zeit von Cisternino.
Um Carlos schöne Gesangsstimme zu erhalten, wurde er mit Einverständnis (oder auf Wunsch?) seines Vaters vermutlich um 1714 kastriert und anschließend nach Neapel geschickt. Dort wurde er zunächst der Magistratsfamilie Farina anvertraut und studierte am Conservatorio Sant’Onofrio Gesang. Bald wurde er Privatschüler des Komponisten Nicola Porpora, wobei er sich eine ungewöhnlich virtuose Atem- und Gesangstechnik erwarb.
Seinen Künstlernamen Farinelli wählte Carlo wahrscheinlich zu Ehren der Familie Farina, insbesondere der Brüder Farina, die als große Kenner und Liebhaber der Musik galten und bei denen er während seiner Ausbildungszeit bei Porpora öfter gesungen hatte. Eine andere Theorie lautet, dass Carlo möglicherweise ein Neffe des mit Arcangelo Corelli befreundeten Komponisten und Violinisten Farinelli war.

### Karriere in Italien und Wien, 1720–1734
1720 trat der 15-jährige Farinelli als Sopranist in die bedeutende Cappella del Tesoro di San Gennaro (im Dom von Neapel) ein und hatte einen ersten Auftritt während einer Privataufführung im Palast des Fürsten von Torella in Neapel in einer Nebenrolle als Schäfer Tirsi in der Pastorale Angelica e Medoro. Die Musik zur letzteren stammte von seinem Lehrer Porpora und das Libretto von Pietro Metastasio, mit dem sich für Farinelli eine lebenslange Freundschaft entwickeln sollte.
Seine Anfangsjahre auf der Opernbühne erlebte er vor allem in Rom und Neapel. Weil auf den Bühnen der päpstlichen Staaten keine Frauen auftreten durften und sich daraus eine entsprechende Tradition entwickelte, sang der jugendliche Farinelli zu Beginn seiner Karriere zunächst vor allem Frauenrollen, und zwar im römischen Teatro Alibert als Placidia in Porporas Flavio Anicio Olibrio (Rom, Karneval 1722), als Palmira in Cosroe von Carlo Francesco Pollarolo (Karneval 1722), als Sofonisba in Luca Antonio Predieris gleichnamiger Oper (Karneval 1722), als Adelaide in Porporas Adelaide (Karneval 1723) und als Salonice in Predieris Scipione (Karneval 1724).
1722 soll Farinelli auch in Porporas Oper Eumene aufgetreten sein, Farinellis Biograf Barbier bestreitet jedoch seine Teilnahme in dieser Oper. Laut einer bekannten Anekdote, die Charles Burney berichtet und anscheinend von Farinelli selber hatte, kam es in Rom während einer Arie zu einem Wettstreit mit einem Solo-Trompeter, den Farinelli im Halten und An- und Abschwellen (messa di voce) eines Tones in erstaunlicher Länge und in währendem Trillern, und mit anschließend improvisierten „schnellesten und schwersten Läufen“ übertraf. Das Publikum war außer sich vor Begeisterung, und bald war Carlo Broschi überall in Süditalien als il ragazzo (der Junge) bekannt.
Burney behauptete später, Farinelli sei 1724 erstmals in Wien aufgetreten (und ein zweites Mal 1728), aber dafür gibt es bisher keine Belege. Stattdessen ist er zwischen 1724 und 1726 in Neapel und singt am Teatro San Bartolomeo neben Vittoria Tesi und Anna Maria Strada del Po in verschiedenen Opern der jungen neapolitanischen Komponisten Leonardo Vinci, Domenico Natale Sarro, und Leonardo Leo. Gemeinsam mit der Tesi sang er auch in einer oft erwähnten Konzertaufführung von Johann Adolph Hasses Serenata Marc’Antonio e Cleopatra (Neapel 1725), wo die beiden mit vertauschten Rollen auftraten, Farinelli als Cleopatra und die Sängerin als Marc’Antonio, was im nicht auf Realismus, sondern auf Schönheit angelegten Barocktheater nichts Ungewöhnliches war.
Die Tesi wurde auch längerfristig eine Freundin, mit der er gern zusammenwirkte und die er zuweilen in seinen Briefen erwähnt.

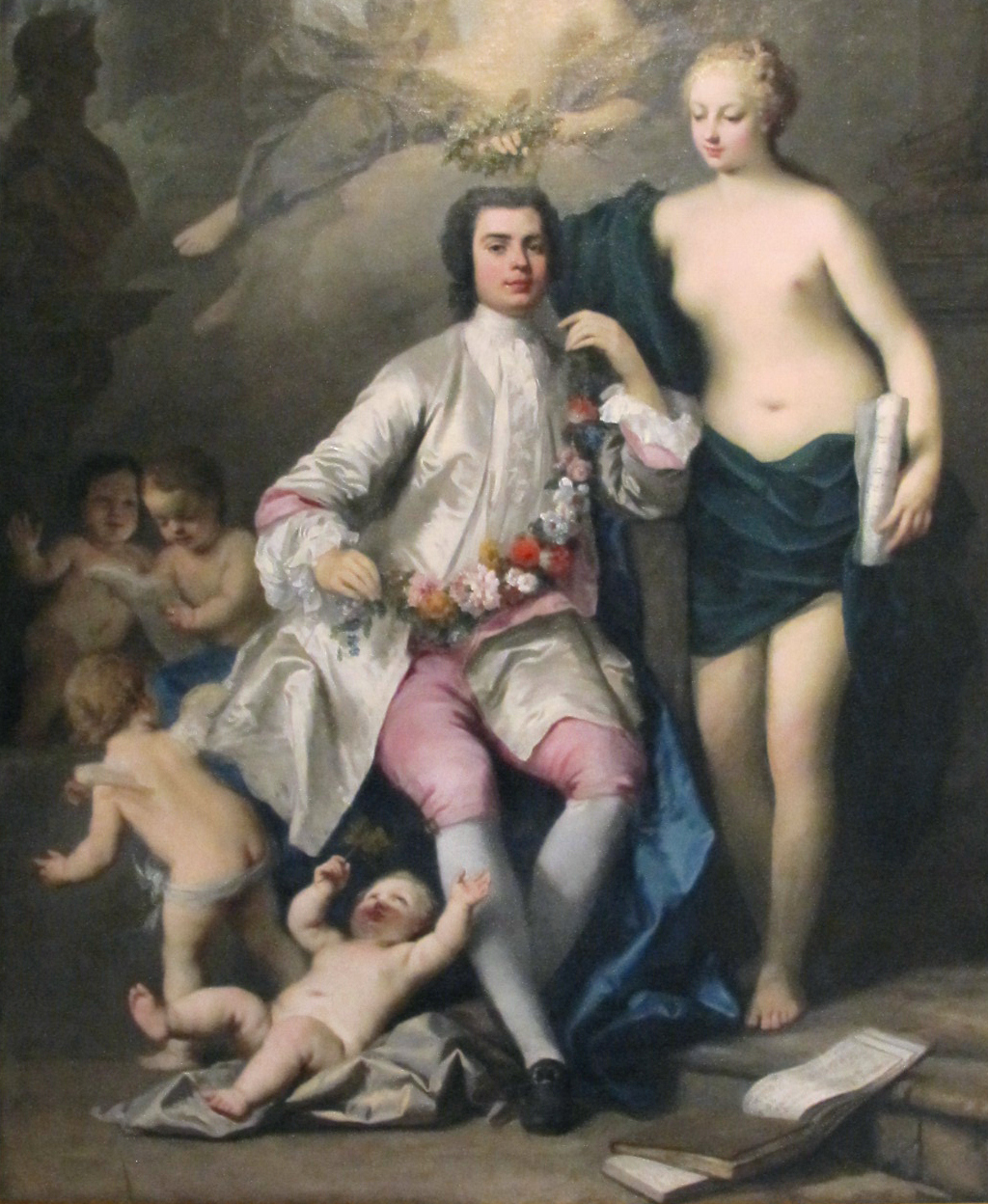
Farinelli, Gemälde von Jacopo Amigoni (Detail), um 1734

Mit stetig steigendem Erfolg trat Farinelli in fast allen großen Städten Italiens auf. In Parma und Mailand sang er zum ersten Mal 1726 und in Bologna 1727. Dort kam es in einer Aufführung von Orlandinis Fedeltá coronata ossia l’Antigona zu einem spontanen musikalischen Wettstreit mit dem berühmten Antonio Bernacchi (geboren 1685) und Farinelli musste sich zum ersten Mal geschlagen geben; zwischen den beiden Sängern entstand jedoch keine Feindschaft, sondern ein freundschaftlicher Respekt. In Bologna lernte Farinelli außerdem den Impresario Graf Sicinio Pepoli kennen, mit dem sich eine längere (Brief-)Freundschaft entwickelte.
Zurück in Rom trat er 1728 zum ersten Mal in einer Oper seines Bruders Riccardo auf: in dessen L’Isola d’Alcina. Zweimal (Herbst 1728 und 1729) wurde er nach München eingeladen, um in Werken von Pietro Torri zu singen.
Im Karneval 1728–1729 war Farinelli dann in Venedig im Teatro San Giovanni Grisostomo, wo er in Leonardo Leos Catone in Utica, Porporas Semiramide riconosciuta und Ezio, und in Antonio Pollarolos L’Abbandono di Armida sang. Mittlerweile war er so berühmt, dass er mit seinen sensationellen Auftritten ein Vermögen verdiente. Im folgenden Jahr kehrte er zurück und trat u. a. in der Uraufführung der Oper Idaspe seines Bruders Riccardo auf, der in der Bravourarie Son qual guerriero in campo armato die Sensationsgier des Publikums bediente und Carlos virtuose Qualitäten und riesigen Stimmumfang (g bis c’’’) rückhaltlos zur Schau stellte. Die Arie wurde eines von Farinellis Paradestücken.
Nach Auftritten in Turin, Mailand und Ferrara folgte 1732 ein Abstecher nach Wien. Die kaiserliche Familie, die er in zahlreichen privaten Konzerten mit seinem Gesang entzückte, nahm ihn besonders freundlich und wohlwollend auf. Er wurde zum kaiserlichen „Hof- und Kammer Musicus“ ernannt und außer zahllosen kostbaren Geschenken erhielt er dank Kaiserin Elisabeth Christine eine jährliche Rente von 1000 Gulden. Bei einer Gelegenheit meinte Kaiser Karl VI., der ein großer Musikkenner und -liebhaber war, dass „bey seinem Singen … Alles übernatürlich sei“, aber er übte auch eine gutgemeinte Kritik:

„Jene gigantischen Schritte, …, jene unendlichen Noten und Gurgeleyen (ces notes qui finissent jamais) überraschen uns, und itzt ist es an der Zeit für sie zu gefallen; sie sind mit den Gütern, die ihnen die Natur verliehen hat, zu verschwenderisch; wenn sie die Herzen einnehmen wollen, so müssen sie einen ebenern, simplern Weg gehen.“

Diesen Rat nahm sich Farinelli zu Herzen und in der Folge änderte er seinen Gesangsstil und „vermischte das Lebhafte mit dem Pathetischen, das Simple mit dem Erhabenen, und auf diese Weise rührete er jeden Zuhörer sowohl, als er ihn Erstaunen setzte“. Darin wurde er unter anderem auch von seinem Freund Metastasio bestärkt, der mittlerweile kaiserlicher Hofdichter war.
Am 29. Oktober 1732 wurde er offiziell Bürger von Bologna, wo er beabsichtigte, sich später niederzulassen. Als ein Opern-Glanzpunkt gilt eine Aufführung von Hasses Siroe re di Persia im Teatro Malvezzi in Bologna im Mai 1733, wo Farinelli neben seinem jüngeren Kollegen (und Rivalen) Caffarelli, Vittoria Tesi und Anna Maria Peruzzi sang.
Gegen Ende seiner italienischen Karriere verbrachte Farinelli die Karnevals-Saisons von 1733 und 1734 wieder in Venedig und trat unter anderem in Giacomellis Adriano in Siria (1733) und Merope (1734) auf. Aus der letzteren Oper stammt eines seiner berühmtesten und sublimsten Schaustücke, die Arie Quell’usignolo ch’é innamorato, mit der er später auch in London und Spanien glänzte.
Seinen letzten Auftritt in Italien hatte Farinelli Anfang September 1734 im Teatro della Pergola in Florenz (neben Vittoria Tesi und Caterina Fumagalli), in Orlandinis L’innocenza giustificata.

### London und Paris, 1734–1737

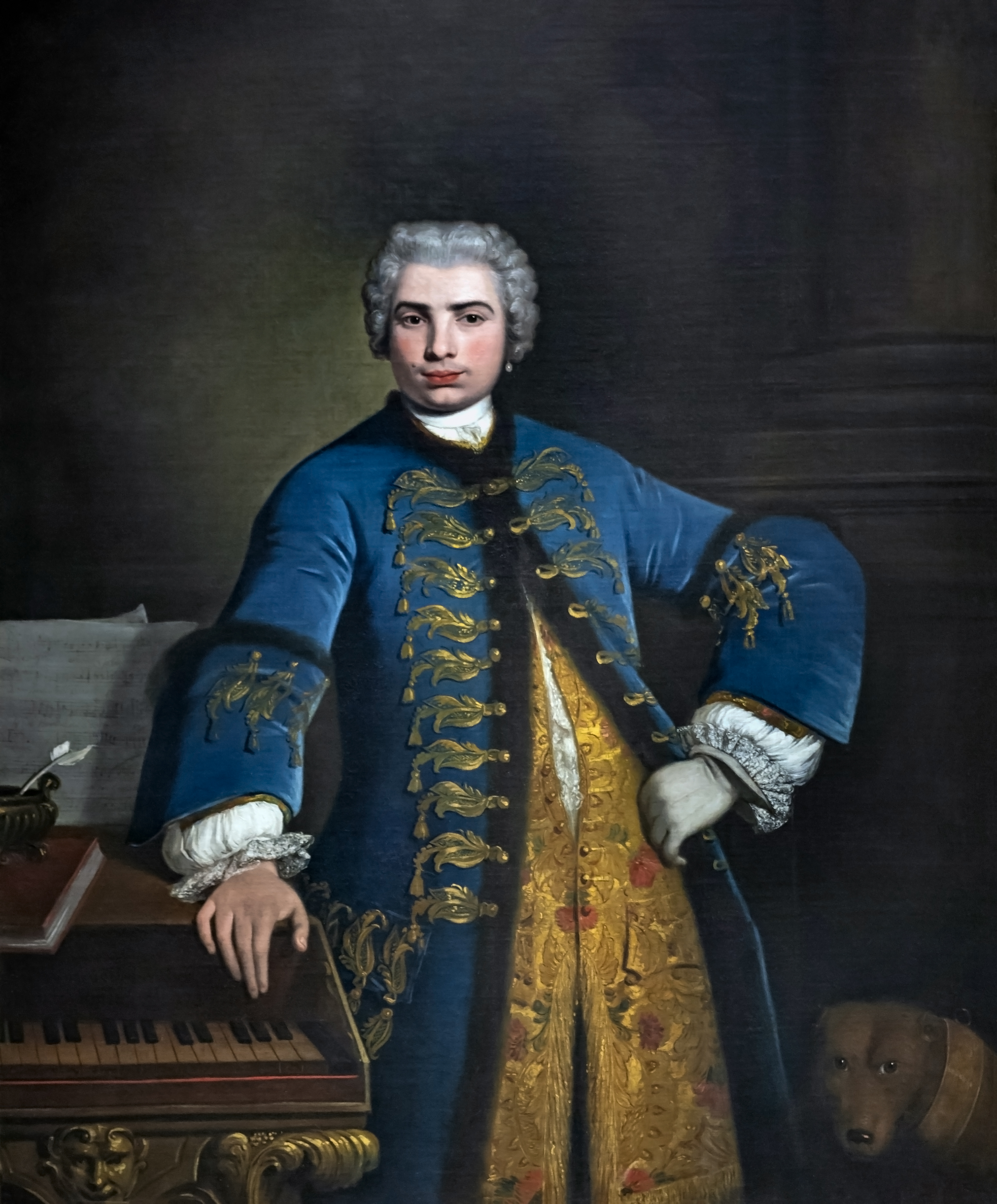
Farinelli, Ölgemälde von Bartolomeo Nazari, 1734

Im Herbst 1734 reiste Farinelli nach London, um die einflussreiche Partei der Händel-Gegner zu unterstützen, die mit Porpora als musikalischem Leiter und Senesino als erstem Sänger und der Cuzzoni als Primadonna die konkurrierende Opera of the Nobility gegründet hatten. Sein erster Auftritt am Theater Lincoln’s Inn Fields erfolgte in der Oper Artaserse von Hasse (mit Einlagen von Nicola Porpora und von Carlos Bruder Riccardo Broschi), mit triumphalem Erfolg. Es heißt, Senesino sei bei ihrem ersten gemeinsamen Auftritt von Farinellis Gesang so bewegt gewesen, dass er seine eigene Rolle vergaß und den jüngeren Kollegen auf offener Bühne umarmte. Der damalige Prince of Wales sowie der Hof überschütteten ihn mit Wohlwollen und Geschenken.

„Die anderen liebte man, diesen betet man an. Es ist einfach hinreißend. Unmöglich, besser zu singen. Ein Zauber zieht die Massen zu ihm. Stellen Sie sich all das Talent Senesinos und Carestinis mit einer Stimme vor, die schöner ist als die der beiden zusammen.“

In knapp drei Jahren bis Juni 1737 hatte Farinelli u. a. Auftritte in Porporas Opern Polifemo und Mitridate, in Adriano und La clemenza di Tito von Veracini, Siroe re di Persia von Hasse, Onorio von Campi, Demofoonte von Duni und in Riccardo Broschis Merope. Die Opera of the Nobility war sogar so dreist, im Dezember 1734 Händels eigene Oper Ottone aufzuführen, mit Farinelli als Adelberto und z. T. mit Arien aus anderen Werken Händels. Es kam auch bei einer Gesellschaft der Lady Rich zu einer Begegnung zwischen dem Sänger und dem deutschen Komponisten, welch letzterer auf Wunsch der Gäste eine Arie am Cembalo vortrug. Als man (aus Naivität oder Bosheit?) auch Farinelli zu singen bat, durchschaute dieser jedoch das peinliche Potential der Situation und besaß soviel Takt und Anstand, sich zu weigern.
Der italienischen Oper in England konnte selbst Farinellis wunderbarer Gesang auf Dauer nicht zum Erfolg verhelfen. Nachdem Porpora zusammen mit der Cuzzoni und Senesino bereits 1736 nach Italien zurückgekehrt war, reiste auch Farinelli nach mehreren frustrierenden Erlebnissen mit dem englischen Publikum und den Kritikern im Juni 1737 relativ plötzlich ab und folgte einem Ruf an den spanischen Hof. Auf dem Weg verbrachte er einige Monate im kastratenfeindlichen Frankreich, wo er vor Ludwig XV. sang.

### Madrid, 1737–1760

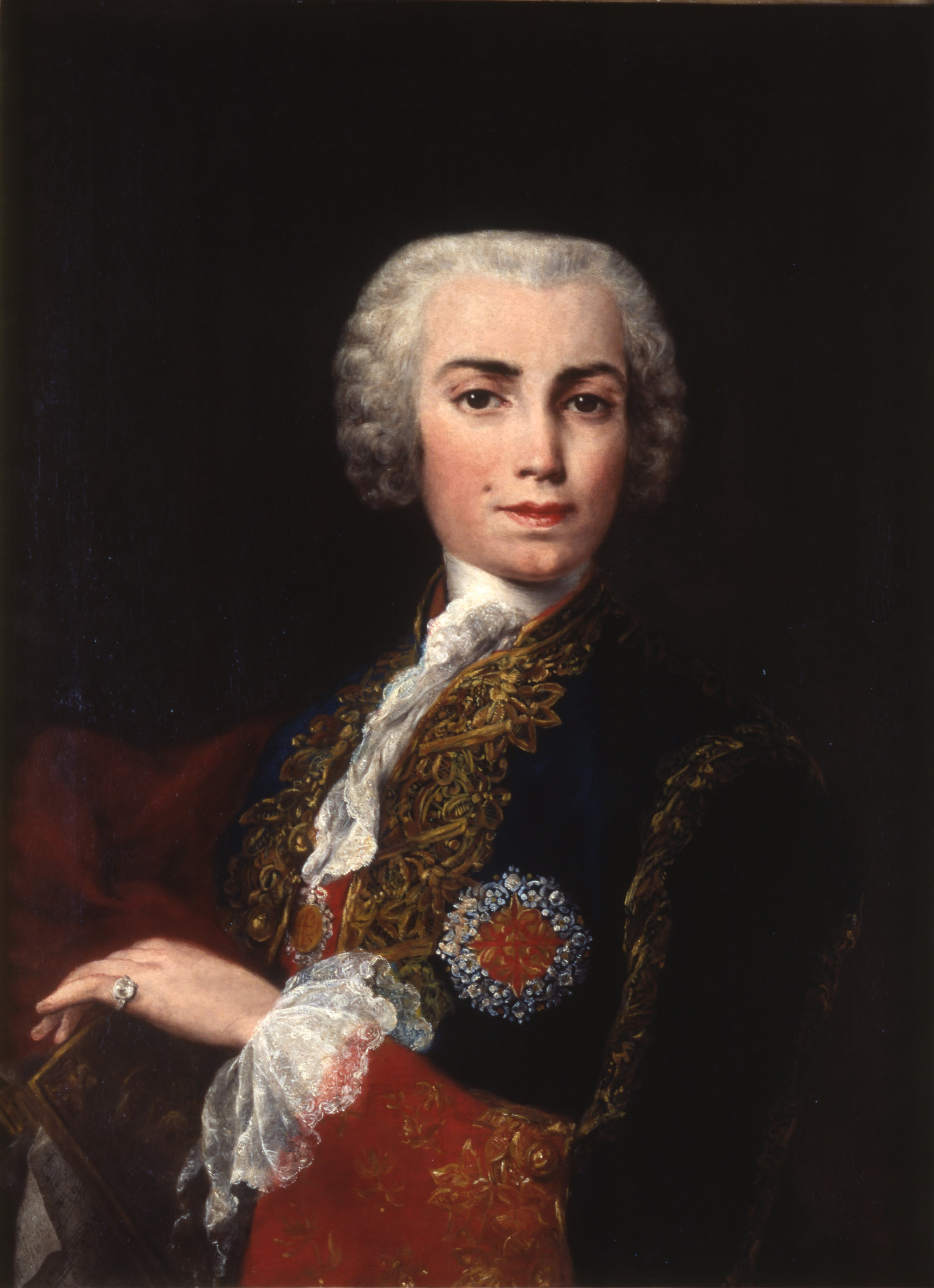
Farinelli, Gemälde von Jacopo Amigoni, zwischen 1750 und 1752

In Spanien, das er ursprünglich nur für fünf Monate hatte besuchen wollen, blieb er schließlich fast fünfundzwanzig Jahre (1737–1759). Sein Gesang wurde von der Königin Elisabetta Farnese eingesetzt, um die schweren Depressionen von Philipp V. zu kurieren, so wie dies 40 Jahre zuvor schon der berühmte Sopranist Matteuccio für Karl II. getan hatte. Neun Jahre lang (bis zum Tode Philipps 1746) durfte Farinelli nur noch für den König singen – dieser Rückzug aus einer öffentlichen Opernkarriere mit nur 32 Jahren trug noch zu seinem Mythos bei. Laut einem Brief Farinellis vom 15. Februar 1738 an seinen Freund Graf Pepoli musste er „jeden Abend […] acht oder neun Arien vortragen. Nie gibt es eine Ruhepause“. Später schrieb Burney mit Berufung auf Farinellis eigene Aussage, es seien immer dieselben vier Arien gewesen, darunter Hasses Per questo dolce amplesso und Pallido il Sole aus Hasses Artaserse sowie ein Menuet (vielleicht Fortunate passate mie pene von Attilio Ariosti), „welche er nach Gefallen zu verändern pflegte“, also mit sogenannten willkürlichen Verzierungen versah. Damit erlangte Farinelli Einfluss auf den König, der ihm die Macht – wenn auch nicht das Amt – eines Premierministers verlieh. Der Sänger war klug und bescheiden genug, diese Macht nur diskret einzusetzen, zumal er offenbar auch kein besonderes Interesse an Politik hatte.

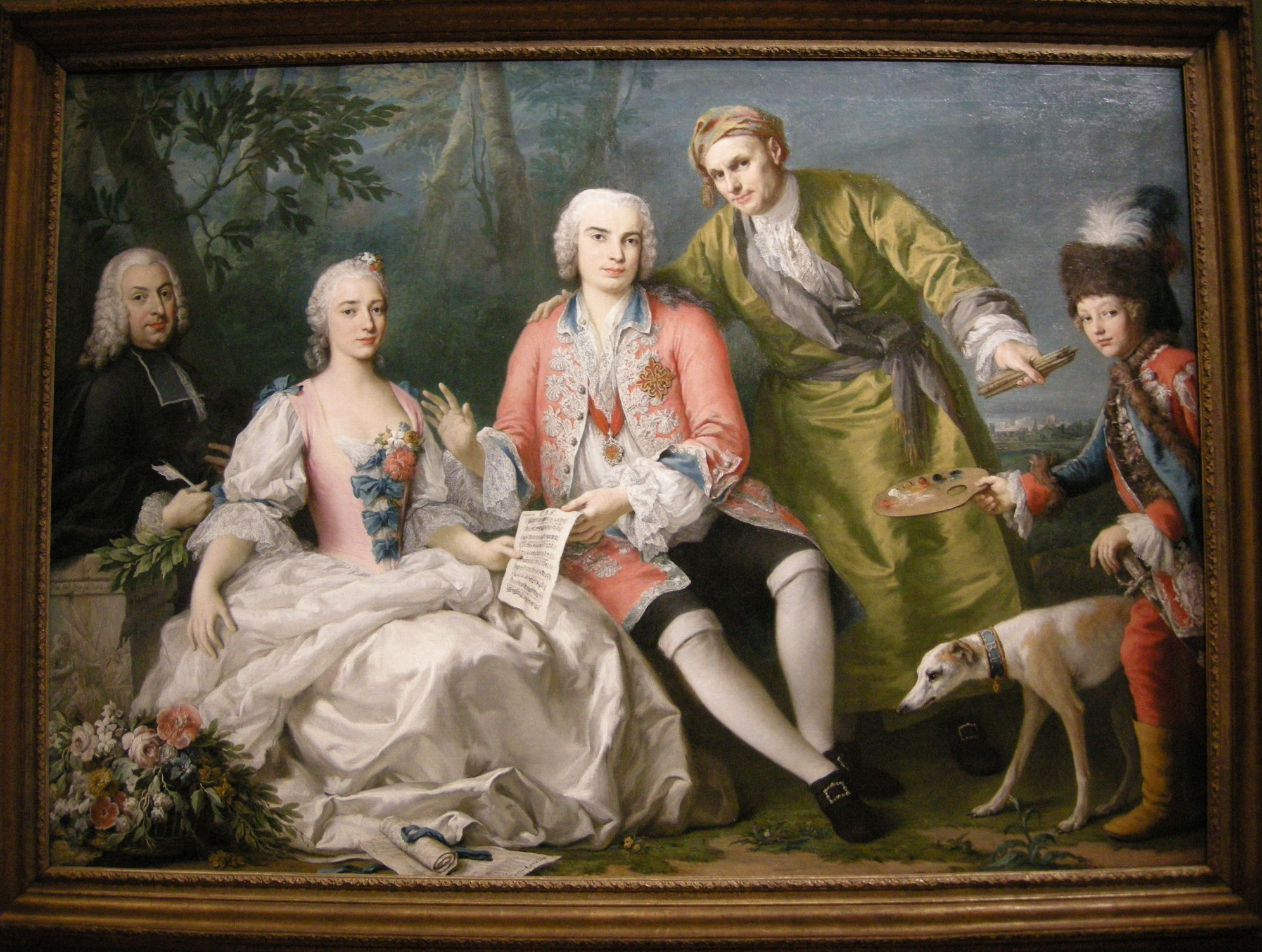
Metastasio, Teresa Castellini, Farinelli, Jacopo Amigoni; Gemälde von Jacopo Amigoni, etwa 1750–1752

Unter Ferdinand VI. ab 1746 hatte er eine ähnliche Position und verstand sich besonders gut mit der hochmusikalischen Königin Maria Barbara de Bragança, die ihn zum Leiter der italienischen Oper ernannte. In dieser Funktion lud Farinelli die bedeutendsten Sänger Italiens nach Madrid ein, wie die Kastraten Caffarelli (1739), Giovanni Manzuoli und Gizziello, die Sängerinnen Vittoria Tesi (1739), Anna Peruzzi und Regina Mingotti, und den Tenor Anton Raaff. Eine besondere Freundschaft – vielleicht sogar (platonische?) Liebe – verband ihn mit der jungen Sängerin Teresa Castellini, die ab 1748 bis 1758 (mit einer kurzen Unterbrechung) in Spanien blieb, und mit der er sich von Amigoni auf einem fiktiven Gruppenporträt zusammen mit seinem Brieffreund Metastasio malen ließ (siehe Abbildung).
Farinelli wurde 1750 für seine Verdienste mit dem Kreuz von Calatrava ausgezeichnet. Als Karl III. von Spanien 1759 den Thron bestieg, musste er Spanien verlassen, da der neue König kein Interesse an Musik und eine persönliche Abneigung gegen ihn hatte, und außerdem Geld sparen wollte. Trotzdem erhielt der Sänger eine lebenslange Rente.

### Lebensabend

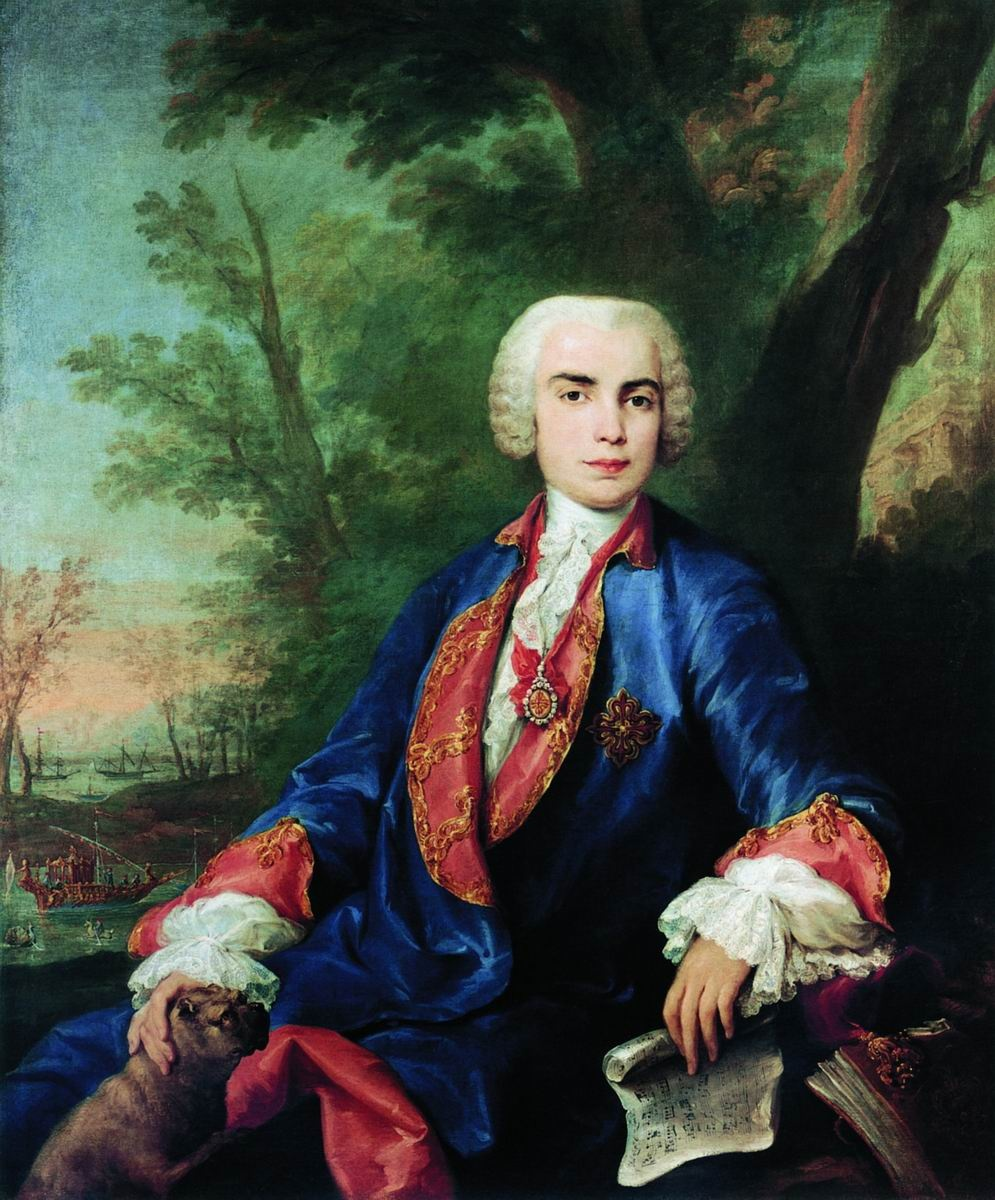
Farinelli, Gemälde von Jacopo Amigoni, um 1752

Farinelli setzte sich mit seinem Vermögen in Bologna zur Ruhe. In seinem Besitz befanden sich mindestens ein Cembalo und ein Pianoforte, die ihm Königin Maria Barbara nach ihrem Tode vermacht hatte. Er gab ihnen die Namen der berühmten Maler Correggio und Raffaello und spielte Charles Burney bei dessen Besuch 1770 etwas vor.
Farinelli lebte nicht alleine in seinem Bologneser Haus, sondern hatte Matteo, einen Sohn seiner Schwester, bei sich aufgenommen, der auch nach seiner Heirat (und trotz Streitereien mit seiner Frau) bei seinem Onkel blieb; die Kinder des jungen Paares versüßten dem Sänger das Alter. Zu Farinellis Freunden gehörten der berühmte Kontrapunktlehrer Padre Martini und die Kinder seines verstorbenen Freundes Graf Pepoli.
Er empfing zahlreiche Musiker und Musikliebhaber, darunter ab 1763 (mehrmals) Christoph Willibald Gluck. Es kamen auch immer wieder junge Kastraten, die ihn verehrten und sich Rat von ihm erhofften. 1769 kam Kaiser Joseph II., 1770 Charles Burney sowie Leopold und Wolfgang Amadeus Mozart. Eine von Casanova berichtete Anekdote behauptet, dass 1772 die Kurfürstin von Sachsen, nachdem Farinelli ihr eine Arie am Cembalo vorgesungen habe, in seine Arme fiel und ausrief: „Nun kann ich glücklich sterben!“.
Farinelli erkrankte im September 1782 an Fieber und starb am 16. desselben Monats. Auf seinen Wunsch hin wurde er im Mantel des Calatravaordens beigesetzt, nachdem 50 der ärmsten Menschen von Bologna mit Kerzen in der Hand seinen Sarg zur Kapuzinerkirche geleitet hatten; danach erhielt jeder der Armen ein Geldstück.

## Stimme und Kunst
Farinelli ist in die Geschichte als das vielleicht größte Stimm- und Gesangswunder eingegangen, das je gelebt hat. In einem ohnehin „goldenen Zeitalter des Belcanto“ wurde er von den Zeitgenossen mehr als jeder andere Sänger gerühmt, nicht selten wurden seine Qualitäten als „übernatürlich“ empfunden (u.a von Karl VI.; siehe auch das Zitat von Burney (unten)). Er muss nicht nur eine Stimme von außerordentlicher Schönheit, Süße und Kraft besessen haben, die von Quantz als „durchdringende, völlige, dicke, helle und egale Sopranstimme“ beschrieben wurde; auch hatte er einen ungewöhnlich großen Stimmumfang, der (wieder nach Quantz):

„... sich damals (1725) vom ungestrichenen a bis ins dreygestrichene d erstreckte; wenige Jahre hernach aber sich in der Tiefe noch mit eynigen Tönen, doch ohne Verlust der hohen, vermehret hat: dergestalt, daß in vielen Opern eine Arie, meistens ein Adagio, in dem Umfange des Contralts, und die übrigen im Umfange des Soprans für ihn geschrieben wurden. Seine Intonation war rein, sein Trillo schön, seine Brust, im Aushalten des Athems, außerordentlich stark, und seine Kehle sehr geläufig; so daß er die weit entlegensten Intervalle, geschwind, und mit der größten Leichtigkeit und Gewißheit, herausbrachte. Durchbrochene Passagien (= gebrochene Akkorde), machten ihm, so wie alle andere Läufe, gar keine Mühe. In den willkührlichen Auszierungen des Adagio war er sehr fruchtbar. das Feuer der Jugend, sein großes Talent, der allgemeine Beyfall, und die fertige Kehle, machten, daß er dann und wann zu verschwenderisch damit umgieng. Seine Gestalt war für das Theater vortheilhaft: die Action (= sein Schauspielen) aber gieng ihm nicht sehr von Herzen.“

Besonders außergewöhnlich war Farinellis völlig perfekte Atemtechnik, wie sie u. a. in der bereits erwähnten Anekdote vom Wettstreit mit einem Trompeter anschaulich beschrieben wurde (siehe oben). Diese Atemtechnik war die wichtigste Grundlage für seine erstaunliche Virtuosität. Auch einige für ihn komponierte Arien wie beispielsweise Riccardo Broschis Son qual nave ch’agitata, Veracinis Amor dover rispetto oder Giacomellis Quell usignolo und die von Farinelli selber dazu erfundenen Kadenzen, sind ein Beweis für seine Fähigkeit, unglaublich lange Phrasen (scheinbar) ohne Atemholen zu singen. Dies Alles verband er mit einer großen musikalischen Gestaltungs- und Ausdruckskraft.

„… er übertraf alle Sänger so sehr … Doch war er nicht nur an Geschwindigkeit ihnen überlegen, sondern er vereinigte in sich aller großen Sänger Vortrefflichkeiten. In Ansehung seiner Stimme: Stärke, Annehmlichkeit und weiten Umfang; in seiner Singart: Zärtlichkeit, Anmuth und Fertigkeit. Er hatte Vorzüge, dergleichen man weder vor noch nach ihm bey irgendeinem Menschen zusammen antraf; Vorzüge, deren Kraft man nicht widerstehen konnte, und die jeden Zuhörer, den Kenner und Nichtkenner, Freunde und Feinde, besiegen mussten.“

## Rollen für Farinelli
Es folgt eine Aufstellung von Rollen, die ausdrücklich für Farinelli komponiert wurden. Genannt werden auch die wichtigsten anderen Sänger und Sängerinnen der Uraufführungen.
- Clisauro in L’ Andromeda von Domenico Natale Sarro; UA: 28. Januar 1721, Neapel; mit Marianna Benti Bulgarelli (La Romanina) u. a.[82]
- Palmira in Cosroe von Carlo Francesco Pollarolo, UA: Karneval 1722, Rom, Teatro Alibert; mit Domenico Gizzi u. a.[83]
- Titelrolle in Sofonisba von Luca Antonio Predieri; UA: Karneval 1722, Rom, Teatro Alibert; mit Giovanni Carestini, Domenico Gizzi u. a.[84]
- Titelrolle in Adelaide von Nicola Porpora; UA: Karneval 1723, Rom, Teatro Alibert; mit Domenico Gizzi u. a.[85]
- Tirinto in Imeneo von Nicola Porpora; UA: 1723 in Neapel; mit Antonia Merighi, Marianna Benti Bulgarelli (La Romanina) u. a.[86]
- Salonice in Scipione von Luca Antonio Predieri; UA: Karneval 1724, Rom, Teatro Alibert; u. a. mit Domenico Gizzi[87]
- Titiro in der favola pastorale La Tigrena von Francesco Gasparini; UA am 2. Januar 1724 in Rom, Palazzo Cesarini … De Mello de Castro; u. a. mit Farfallino[88]
- Berenice in Farnace (1. Fassung) von Leonardo Vinci; UA: 8. Januar 1724, Rom, Teatro Alibert; mit Domenico Gizzi, Filippo Finazzi u. a.[89]
- Nino in Semiramide, regina dell’Assiria von Nicola Porpora; UA: Frühling 1724, Neapel, Teatro San Bartolomeo; mit Anna Maria Strada, Diana Vico u. a.[90]
- Damiro in Eraclea von Leonardo Vinci; UA: 1. Oktober 1724, Neapel, Teatro San Bartolomeo; mit Vittoria Tesi, Anna Maria Strada, Diana Vico u. a.[91]
- Rossano in Tito Sempronio Gracco von Domenico Natale Sarro; UA: Karneval 1725, Neapel, Teatro San Bartolomeo; mit Vittoria Tesi, Anna Maria Strada, Diana Vico u. a.[92]
- Decio in Zenobia in Palmira von Leonardo Leo; UA: 13. Mai 1725, Neapel, Teatro San Bartolomeo; mit Vittoria Tesi, Anna Maria Strada, Diana Vico u. a.[93]
- Aristeo in Amore e fortuna von Giovanni Porta; UA: 1. Oktober 1725, Neapel, Teatro San Bartolomeo; mit Vittoria Tesi, Anna Maria Strada, Diana Vico u. a[94]
- Oreste in Astianatte von Leonardo Vinci; UA: 2. Dezember 1725, Neapel, Teatro San Bartolomeo; mit Vittoria Tesi, Anna Maria Strada, Diana Vico u. a.[95]
- Ernando in La Lucinda fedele von Giovanni Porta; UA: Karneval 1726, Neapel, Teatro San Bartolomeo; mit Vittoria Tesi, Anna Maria Strada, Diana Vico u. a.[96]
- Niccomede in I fratelli riconosciuti von Giovanni Maria Capelli; UA: Frühling 1726, Parma, Teatro Ducale; mit Giovanni Carestini, Diana Vico, Lucia Facchinelli u. a.[97]
- Aldano in L’amor generoso von Giovanni Battista Costanzi; UA: 7. Januar 1727, Rom, Teatro Capranica[98]
- Rodrigo in Il Cid von Leonardo Leo; UA: 10. Februar 1727, Rom, Teatro Capranica[99]
- Tolomeo in Cesare in Egitto von Luca Antonio Predieri; UA: Karneval 1728, Rom, Teatro Capranica[100]
- Ruggiero in L’isola d'Alcina von Riccardo Broschi; UA: Karneval 1728, Rom, Teatro Capranica[101]
- Giasone in Medo von Leonardo Vinci; UA: Frühling 1728, Parma, Teatro Ducale; u. a. mit Vittoria Tesi und Antonio Bernacchi[102]
- Titelrolle in Nicomede von Pietro Torri; UA: Oktober 1728, München, Hoftheater; u. a. mit Elisabetta Casolani[103]
- Arbace in Catone in Utica von Leonardo Leo; UA: 26. Dezember 1728, Venedig, Teatro San Giovanni Grisostomo; mit Nicola Grimaldi (Nicolino), Domenico Gizzi, Lucia Facchinelli u. a.[104]
- Mirteo in Semiramide riconosciuta von Nicola Porpora; UA: 12. Februar 1729, Venedig, Teatro San Giovanni Grisostomo; u. a. mit Nicola Grimaldi (Nicolino)[105]
- Quinto Fabio in Lucio Papirio dittatore von Geminiano Giacomelli; UA: Frühling 1729, Parma, Nuovo Ducal Teatro; mit Faustina Bordoni, Antonio Bernacchi, Francesco Borosini u. a.[106]
- Titelrolle in Edipo von Pietro Torri; UA: 22. Oktober 1729 in München; mit Faustina Bordoni, Elisabetta Casolani[107]
- Arbace in Artaserse von Johann Adolph Hasse; UA: 11. Februar 1730, Venedig, Teatro San Giovanni Grisostomo; mit Francesca Cuzzoni, Nicola Grimaldi (Nicolino), Filippo Giorgi u. a.[108]
- Titelrolle in Poro von Nicola Porpora; UA: Karneval 1731, Turin, Regio Teatro; mit Faustina Bordoni, Anna Girò, Angelo Amorevoli u. a.[109]
- Dario in Idaspe von Riccardo Broschi; UA: 25. Januar 1730, Venedig, Teatro San Giovanni Grisostomo; mit Francesca Cuzzoni, Nicola Grimaldi (Nicolino), Filippo Giorgi u. a.[110]
- Publio Cornelio Scipione in Scipione in Cartagine nuova von Geminiano Giacomelli; UA: Frühling 1730, Piacenza, Teatro Ducale; u. a. mit Francesca Cuzzoni und Giovanni Carestini[111]
- Titelrolle in Ezio von Riccardo Broschi; UA: Karneval 1731, Turin, Regio Teatro; mit Faustina Bordoni, Anna Girò, Angelo Amorevoli u. a.[112]
- Merione in Farnace von Giovanni Porta; UA: Frühling 1731, Bologna, Teatro Malvezzi; mit Francesca Cuzzoni, Vittoria Tesi, Antonio Bernacchi u. a.[113]
- Teseo in Arianna e Teseo von Riccardo Broschi; UA: 28. August 1731, Mailand, Regio Ducal Teatro; u. a. mit Vittoria Tesi als Arianna[114]
- Arbace in Catone in Utica von Johann Adolph Hasse; UA: 26. Dezember 1731, Turin, Regio Teatro; u. a. mit Vittoria Tesi, Filippo Giorgi[115]
- Epitide in Merope von Riccardo Broschi; UA: Karneval 1732, Turin, Regio Teatro; mit Vittoria Tesi, Filippo Giorgi u. a.[116]
- Farnaspe in Adriano in Siria von Geminiano Giacomelli; UA: 30. Januar 1733, Venedig, Teatro San Giovanni Grisostomo; mit Antonia Merighi, Filippo Giorgi u. a.[117]
- Titelrolle in Siroe, re di Persia von Johann Adolph Hasse; UA: 2. Mai 1733, Bologna, Teatro Malvezzi; mit Caffarelli, Vittoria Tesi, Anna Peruzzi, Filippo Giorgi, u. a[118]
- Demetrio in Berenice von Francesco Araja; UA: 26. Dezember 1733, Venedig, Teatro San Giovanni Grisostomo; u. a. mit Lucia Facchinelli und Caffarelli[119]
- Epitide in Merope von Geminiano Giacomelli; UA: 20. Februar 1734, Venedig, Teatro San Giovanni Grisostomo; mit Caffarelli, Lucia Facchinelli u. a.[120]
- Aci in Polifemo von Nicola Porpora; UA: 1. Februar 1735, London, King's Theatre in the Haymarket; u. a. mit Francesca Cuzzoni, Senesino und dem Bassisten Antonio Montagnana[121]
- Achille in Ifigenia in Aulide von Nicola Porpora; UA: 3. Mai 1735, London, King's Theatre in the Haymarket; u. a. mit Francesca Cuzzoni, Senesino (Francesco Bernardi) und Montagnana[122]
- Farnaspe in Adriano in Siria von Francesco Maria Veracini; UA: 25. November 1735, London, King's Theatre in the Haymarket; u. a. mit Francesca Cuzzoni, Senesino (Francesco Bernardi) und Montagnana[123]
- Sifare in Mitridate (2. Fassung) von Nicola Porpora; UA: 24. Januar 1736, London, King's Theatre in the Haymarket; u. a. mit Francesca Cuzzoni, Senesino (Francesco Bernardi) und Montagnana[124]
- Alceste in Demetrio von Giovanni Battista Pescetti; UA: 12. Februar 1737, London, King's Theatre in the Haymarket; mit Antonia Merighi, Élisabeth Duparc (La Francesina), Montagnana u. a.[125]
- Sesto in La clemenza di Tito von Francesco Maria Veracini; UA: 12. April 1737, London, King's Theatre in the Haymarket; mit Antonia Merighi, Élisabeth Duparc (La Francesina), Antonio Montagnana u. a.[126]
- Timante in Demofoonte von Egidio Duni; UA: 24. Mai 1737, London, King's Theatre in the Haymarket; mit Antonia Merighi, Élisabeth Duparc (La Francesina), Maria A. Marchesini u. a.[127]
- Nice in La danza von Nicolò Conforti; UA: 1756 in Madrid; mit Gioacchino Conti (Gizziello)[128]

## Exhumierung

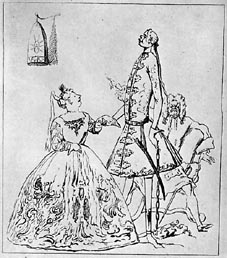
Diese Karikatur von Farinelli und der Cuzzoni gibt trotz einer gewissen Übertreibung einen Eindruck von seiner Übergröße im Vergleich zu einer kleinen Italienerin

Im Jahre 1998 öffnete in Bologna das Farinelli-Studienzentrum seine Tore, gewidmet der geschichtlichen Erinnerung an den berühmten Kastraten, der in Bologna von 1761 bis 1782 lebte und auch dort verstarb. Die Kernprojekte des Zentrums beinhalten die Restaurierung des Grabmals Farinellis in der Certosa von Bologna (2000) und die Öffnung von Farinellis Grab (2006). Die Graböffnung wurde durch den florentinischen Antiquitätenhändler Alberto Bruschi und Luigi Verdi, Sekretär des Farinelli-Studienzentrums, ermöglicht. Die Anthropologin Maria Giovanna Belcastro von der Universität von Bologna, der Paläoanthropologe Gino Fornaciari von der Universität von Pisa und der Ingenieur David Howard von der Universität von York zeichneten als Wissenschaftler für die Analyse der sterblichen Überreste Farinellis verantwortlich. Die Exhumierung Farinellis fand am 12. Juli 2006 statt. Ziel der Ausgrabungen war es, Erkenntnisse über mögliche Krankheiten oder Fehlbildungen des Sängers und möglicherweise auch über seine außergewöhnliche Stimme zu gewinnen. Es wurden nur wenige Knochenüberreste in einem relativ schlechten Erhaltungszustand gefunden, die zwar Erkenntnisse über seine Gesundheit bzw. Krankheiten lieferten, aber nicht über seine Stimme. Die wichtigsten Ergebnisse waren:
- Farinelli hatte überlange Gliedmaßen und war vermutlich ca. 1,90 m groß, was zu seiner Zeit weit über dem Durchschnitt lag, besonders in Südeuropa. Beides ist mit ziemlicher Sicherheit Folge der Kastration.
- Seine Knochen wiesen eine fortgeschrittene Osteoporose auf, wie sie in dieser Form eher typisch für ältere Frauen in der Postmenopause wäre.
- Er hatte hyperostosis frontalis interna (HPI), d. i. eine teilweise Verdickung des inneren Stirnknochens. Auch dieses Symptom tritt sonst vor allem bei älteren Frauen auf und ist bei Farinelli vermutlich ebenfalls eine Folge des Androgenmangels durch die Kastration. Soweit man aus zeitgenössischen Berichten weiß, scheint der Sänger aber nicht unbedingt unter sonstigen Begleiterscheinungen dieser Krankheit gelitten zu haben (Kopfschmerzen, Minderwertigkeitsgefühle u. a.).
- Seine Zähne waren für sein Alter (fast 78) und in dieser Zeit ungewöhnlich gut und man vermutet, dass er bereits Zahnbürsten zur Pflege benutzte.[131]

## Nachwelt

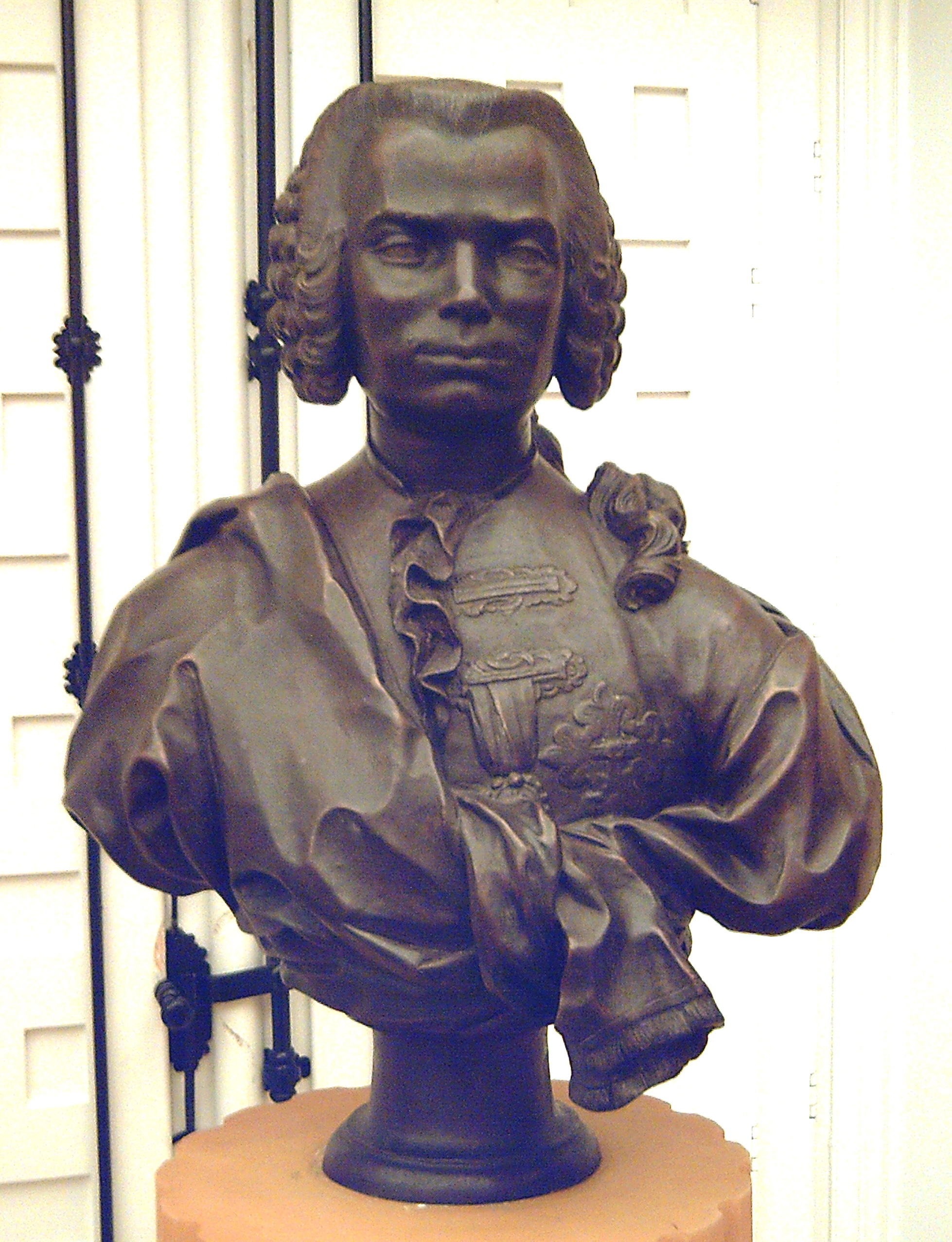
Büste von Farinelli (R.A.B.A.S.F., Madrid).

### Oper, Operette, Film
Farinellis Leben wurde in zahlreichen Opern verarbeitet. Angefangen mit einem Werk von John Barnett, aufgeführt 1839 in London nach der anonymen Pariser Vorlage Farinelli, ou le Bouffe du Roi (… oder der Buffo des Königs) über Aubers La part du diable (Des Teufels Anteil, 1843) bis zu zeitgenössischen Komponisten wie Matteo d’Amicos (* 1955) Farinelli, la voce perduta (… die verlorene Stimme) und Siegfried Matthus’ Farinelli, oder die Macht des Gesanges.
Auch in Operetten wurde Farinellis Leben verarbeitet – z. B. Hermann Zumpes Operette Farinelli auf eine Vorlage von Friedrich Wilhelm Wulff.
1994 drehte der belgische Regisseur Gérard Corbiau den Film Farinelli, der Kastrat mit Stefano Dionisi in der Titelrolle. Drehort des Films war u. a. das Markgräfliche Opernhaus in Bayreuth. Für die Filmmusik wurde mithilfe moderner Computertechnik aus den Stimmen des US-amerikanischen Countertenors Derek Lee Ragin und der polnischen Koloratursopranistin Ewa Małas-Godlewska eine künstliche „Farinelli-Stimme“ erschaffen. Der Kinofilm wurde mit dem Golden Globe als „bester nicht englischsprachiger Film“ ausgezeichnet und auch für den Oscar in dieser Kategorie nominiert.

### Klangliche Annäherungsversuche
Farinellis außergewöhnliche stimmliche und gesangstechnische Begabung, die in jeder Hinsicht extreme Perfektion und Schönheit seiner Stimme und seines Gesangs sind für immer verklungen. Jedoch existieren einige CDs, die einen gewissen Eindruck von seinem Repertoire und seinen Fähigkeiten vermitteln.
- Vivica Genaux: Arias for Farinelli. Akademie für Alte Musik Berlin, René Jacobs. Harmonia mundi HMC 801778, 2002/2003.
- Ann Hallenberg: Farinelli – A portrait, live in Bergen. Les Talents lyriques, Christophe Rousset, Aparte (harmonia mundi), 2011/2016.
- Philippe Jaroussky: Arias for Farinelli by Porpora. Venice Baroque Orchestra, Andrea Marcon, Warner, 2013.
- Ann Hallenberg (Sängerin), Stefano Aresi (Dirigent), Stile Galante (Performer): The Farinelli Manuscript. Musik-CD, Glossa, Spanien 2019, OCLC 1178741199.

### Belletristik
- Marc David: Farinelli. Mémoires d’un castra. Récit. Perrin, Paris 1994, ISBN 2-262-01086-2 (deutsche Ausgabe: Farinelli. Roman. Limes, München 1996, ISBN 3-8090-2404-X).
- Franzpeter Messmer: Der Venusmann. Fretz & Wasmuth, Bern / München / Wien 1997, ISBN 3-502-11905-8.

### Sonstiges
1964 wurde in Schwabing die Farinelli-Grundschule gegründet; in Italien wurden einige Straßen, wie etwa in Turin, nach Farinelli benannt.